# Heteroscotia stygia
Heteroscotia stygia là một loài bướm đêm trong họ Noctuidae.